# 紋唇矮冠䲁
紋唇矮冠䲁（學名：Praealticus labrovittatus），為輻鰭魚綱鳚形目䲁科矮冠䲁屬的一種，分布於西太平洋摩鹿加群島到美屬薩摩亞, 北至日本南部海域，本魚體延長略側扁，頭部短鈍，眼上眶有分支觸鬚，缺乏頸背觸鬚，前鼻孔後緣有小觸鬚，通常不分支，唇緣光滑，背鰭硬棘13枚、背鰭軟條16-19枚、臀鰭硬棘2枚、臀鰭軟條18-20枚，體長可達4.2公分，棲息在水淺的岩石海岸，雌魚產附著性卵，雄魚有護卵行為，幼魚為浮游性，生活習性不明。